# Alessia Ventura

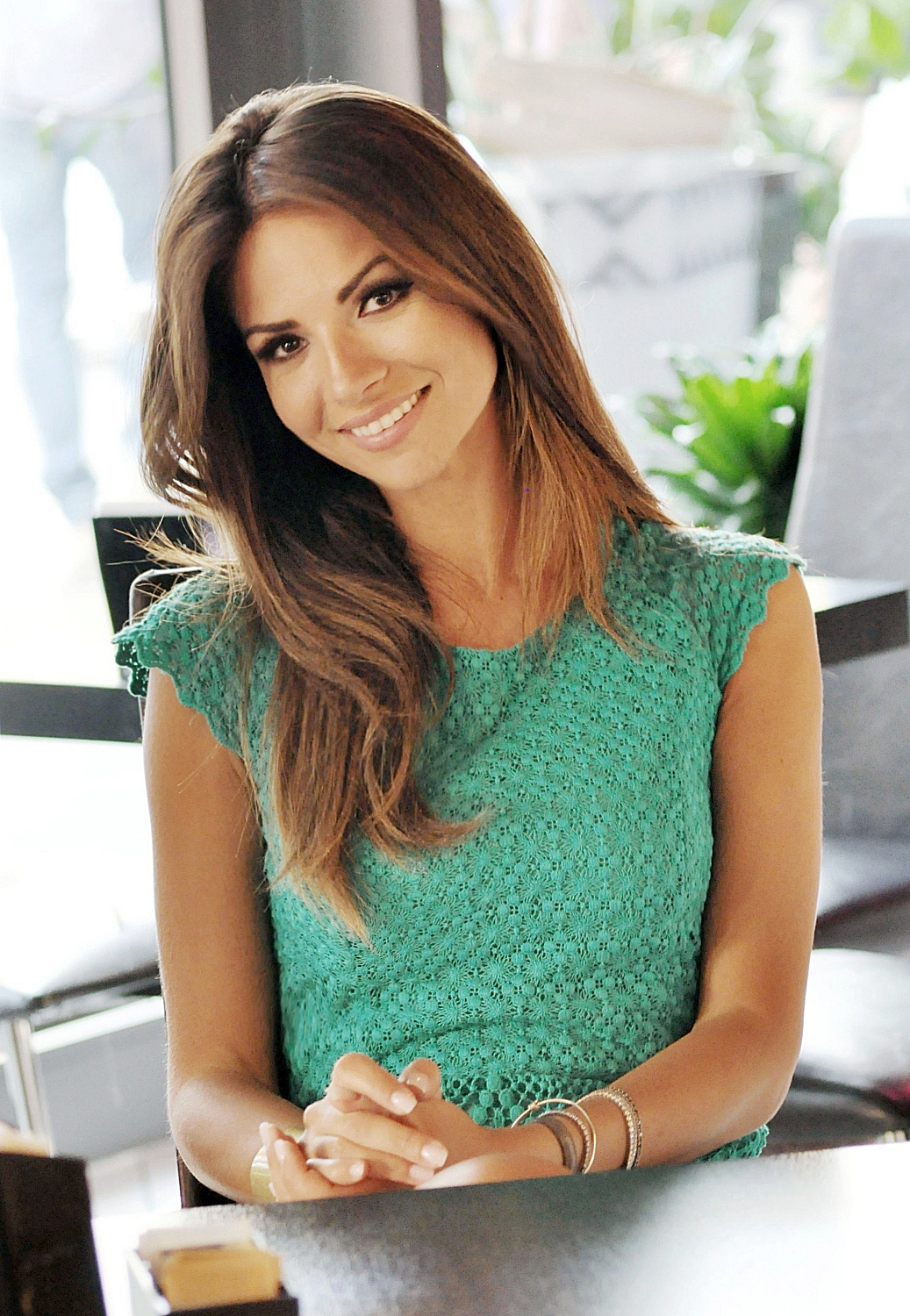
Alessia Ventura (2014)

Alessia Ventura (* 10. April 1980 in Moncalieri, Piemont) ist eine italienische Fernsehmoderatorin, Model, Schauspielerin und Fernsehpersönlichkeit.

## Leben
Ventura wurde am 10. April 1980 in Moncalieri geboren. Ihr Cousin ist der Schauspieler Luca Argentero. Sie befand sich in einer Beziehung mit dem ehemaligen italienischen Stürmer Filippo Inzaghi. Mit ihrem Lebensgefährten Gabriele Schembari wurde sie im April 2021 Mutter einer Tochter.
1994 gab sie ihr Modeldebüt. 1996 nahm sie am von Canale 5 organisierten Varieté als Teilnehmerin der Sotto a chi tap teil. Es folgten Tätigkeiten als Valletta in Quizsendungen von 1999 bis 2001 auf Rete 4. Während dieser Zeit begann sie ein Schauspielstudium und warb gemeinsam mit Albertino für Piaggio und mit Gianluca Vialli für Citroën. Von 2000 bis 2001 war sie als Model und Testimonial für Anni Luce Fitness tätig. Anschließend war sie in 14 Episoden der Fernsehserie CentoVetrine in der Rolle der Eleonora Sorrenti zu sehen.
Im Winter 2004 nahm Ventura an dem Format La talpa auf Rai 2 teil. Gemeinsam mit Nicola Savino moderierte sie von 2004 bis 2007 die Informationskolumne zu Sky Cine News. Ende 2007 moderierte sie gemeinsam mit Carlo Conti das Format Fratelli di Test auf Rai 1. Später folgte eine feste Besetzung der Late-Night-Comedy-Sendung Sputnik. Von 2008 bis 2009 moderierte sie die Sendung Crispy News auf MTV Italia. Sie trat in mehreren, verschiedenen Talkshows auf. Von 2010 bis 2011 moderierte sie als Co-Moderatorin die Sport-Talkshow Controcampo und folgte Melissa Satta nach. In den nächsten Jahren folgten weitere Moderatorentätigkeiten für verschiedene Formate von Sportitalia. Sie arbeitete mehrere Jahre als Model für verschiedene Kollektionen des Modedesigners Denny Rose. 2017 moderierte sie das Format Grand Tour d'Italia – Sulle orme delle eccellenze. Von 2018 bis 2022 moderierte sie auf Italia 1 das Format Drive Up, 2022 war sie Gastgeberin von Belli dentro belli fuori. Im Sommer desselben Jahres moderierte sie Radio Bruno Estate auf La5.

## Filmografie (Auswahl)
- 2001: CentoVetrine (Fernsehserie, 14 Episoden)
- 2007: Sputnik (Fernsehserie)
- 2007: Camera Café (Fernsehserie, Episode 4x92)
- 2008: Carabinieri (Fernsehserie, 16 Episoden)